# Acrocercops cherimoliae
Acrocercops cherimoliae is een vlinder van de familie van de mineermotten (Gracillariidae). De wetenschappelijke naam van deze soort is voor het eerst voorgesteld door Jean Ghesquière in een publicatie uit 1940.

## Verspreiding
De soort komt voor in Congo-Kinshasa.

## Waardplanten
De rups leeft op Annona cherimolia (Annonaceae).